# Igor Ivanovich Sechin
Igor Ivanovich Sechin (tiếng Nga: Игорь Иванович Сечин, sinh ngày 7 tháng 9 năm 1960, tại Leningrad, Liên Xô) là một chính trị gia người Nga. Cho tới năm 2008, ông là một cố vấn thân cận của Putin. Ông là phó thủ tướng trong nội các của Putin cho tới ngày 21 tháng năm 2012, và hiện thời là chủ tịch hội đồng quản trị của tập đoàn dầu khí Rosneft.

## Tiểu sử
Setschin học tiếng Pháp và tiếng Bồ Đào Nha tại đại học Leningrad và sau đó làm thông dịch tại Mozambique và Angola (được cho là làm việc cho cơ quan tình báo Liên Xô). Từ năm 1988 làm công chức cho cơ quan hành chánh thành phố Leningrad. Ông làm việc ở đó cho tới năm 1996, và cũng làm trưởng nhóm nhân viên của Putin, khi ông này làm phó thị trưởng St Petersburg, người mà sau này trở thành tổng thống Nga. Năm 1996 ông chuyển về làm tại Moskva tại văn phòng tổng thống dưới thời Boris Nikolayevich Yeltsin. Vào tháng 8 năm 1999 ông được thăng chức làm bí thư cho thủ tướng Nga. Từ khi Putin lên làm tổng thống vào năm 2000 cho tới khi chuyển sang làm thủ tướng vào ngày 12 tháng 5 năm 2008, Setschin giữ chức phó chủ tịch văn phòng tổng thống, từ tháng 3 năm 2004 ông được thêm chức cố vấn cho tổng thống.
Khi Putin làm thủ tướng, Sechin ra làm phó thủ tướng. Và khi Putin trở lại làm tổng thống, Sechin chuyển làm chủ tịch hội đồng quản trị Rosneft. Chỉ trong vòng 2 năm công ty Rosneft phát triển rất nhanh, khi mua TNK-BP với giá 55 tỷ USD, Rosneft trở thành hãng sản xuất dầu lớn nhất thế giới.
Là cựu nhân viên tình báo Liên Xô, Sechin được coi là người dẫn đầu nhóm siloviki trong thành phần ưu tú của Nga, nhóm liên hệ tới việc mở rộng vai trò của nhà nước kinh tế trong thập niên vừa qua.